# Gian Paolo Cavagna

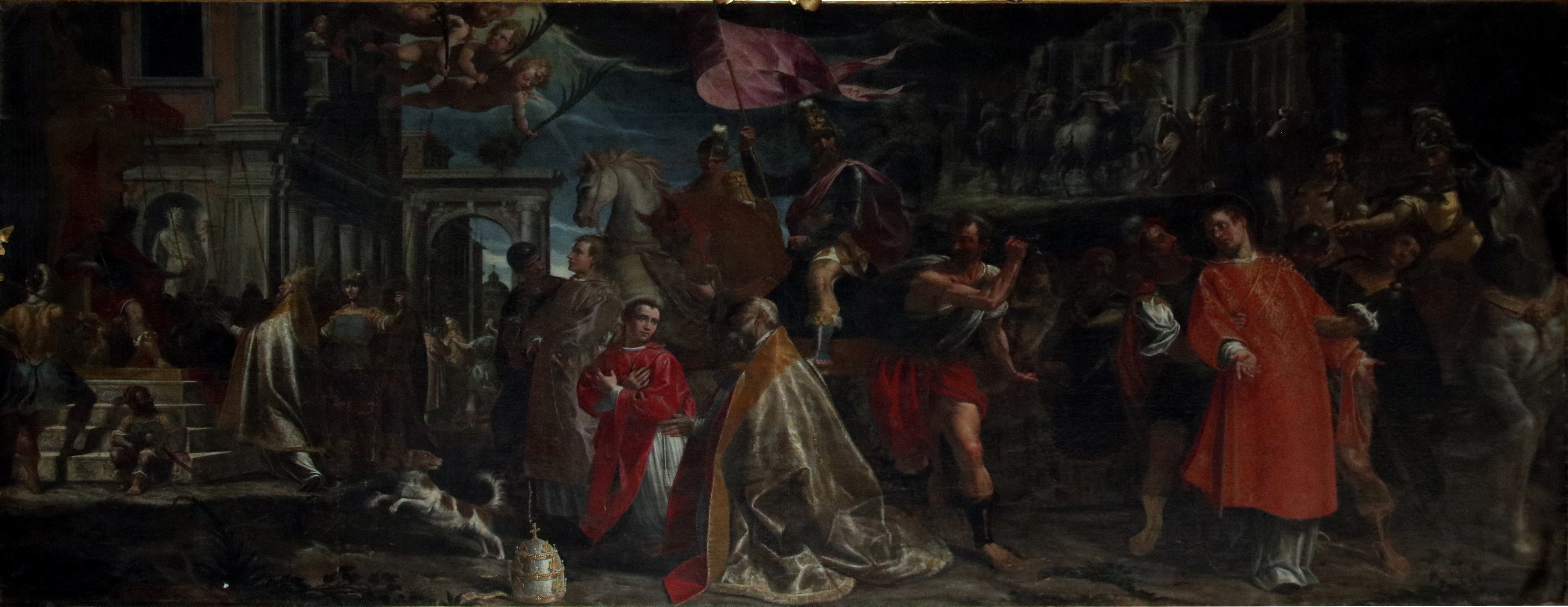
Giovan Paolo Cavagna, Martirio dei Santi Sisto e Lorenzo

Gian Paolo Cavagna (Bergamo, 1550 – Bergamo, 20 maggio 1627) fu un pittore rinascimentale formatosi alla scuola di Cristoforo Baschenis il Vecchio.

## Biografia
Nacque a Bergamo attorno a 1550, da Giampietro di professione tintore e originario di Averara in val Brembana, della famiglia conosciuta con il nome “Peziis” cambiato poi con il soprannome “Cavagna” nel tardo Quattrocento. La data di nascita sarebbe fatta risalire ad un documento datato 23 aprile 1575: Profitens eratem viginti quinque”.
Iniziò i suoi studi nella bottega di Cristoforo Baschenis il Vecchio, sempre di Averara, il suo legame con il luogo d'origine risulta evidente anche nella sua collaborazione nel 1578 con Giovan Battista Guarinoni d'Averara. Nel 1572 fu definito “pictor”. Andrea Pasta nel 1775 scriverà di aver visto il contratto di apprendistato stipulato tra il Baschenis e il padre del Cavagna. Un nuovo contratto del 1572 pone a scuola di Giovan Paolo il figlio di Antonio Baschenis, fratello di Cristoforo, per il figlio che avendo il medesimo nome dello zio è conosciuto come Cristoforo Baschenis il Giovane. Dal documento si desume che il ragazzo aveva solo dodici anni e che rimase a bottega per cinque anni, diventando poi artista collaboratore.
La famiglia originaria si trasferì a Bergamo nel 1547 nella contrada Prato in borgo San Leonardo, come si può desumere da un atto in cui dichiara di essere profitens aetatem viginti quinque excessisse: Gian Paolo trasferì la residenza in via Zambonate dove sposò in prime nozze Margherita Canubina, dalla quale nacquero quattro figli dei quali due, Caterina e Francesco seguirono le orme paterne. Rimasto vedovo, il 26 novembre 1611 sposò in seconde nozze Caterina Minetti.
Importante fu per l'artista l'incontro con Giovan Battista Guarinoni d'Averara che fu uno dei più importanti rappresentanti la cultura tardo manieristica. Con il Guarinoni, il Cavagna collaborò per la decorazione del palazzo Morando su commissione di Gian Giacomo e Alessandro Morando di Bergamo. Riconducibile a lui è il fregio del salottino di Furio Camillo. Il Cavagna proseguì con la decorazione di palazzo Furietti a Presezzo, e palazzo Franchetti della Cotta, poi vila Gozzini di Gorlago.
Morì il 20 maggio 1627 a Bergamo, dove fu sepolto nella chiesa di Santa Maria delle Grazie, anche se il suo corpo dopo la distruzione della chiesa e la sua dislocazione leggermente spostata non venne mai ritrovato.
Il Cavagna fu molto attivo nella città orobica in contrapposizione con il Salmeggia mentre fece molta difficoltà ad accettare commissioni fuori comune, pare infatti che vivesse il disagio delle località lontane dai luoghi d'origine. Vi è infatti una lettera scritta dall'artista il 13 luglio 1595 mentre lavorava a Cremona presso il convento agostiniano. Lo scritto indirizzato a Lorenzo Griffoni dice: Non vi scandalizzarete se io ero in colera, poiché mi pareva esser in capo del Mondo a non veder nessuno della patria; ora mi è capitato un Faustino di Borgo Palazzo, qual ha portato la vostra lettera ed un altro di Seriate, qual vende aceto, quali mi hanno promesso di venirmi a trovare ogni volta, che veniranno a Cremona.
La sua capacità artistica fu riconosciuta, tre furono infatti le commissioni ricevute per la maggiore basilica mariana di Bergamo, commissioni ricevute in tempi differenti. Del 1588 è la pala di San Giovanni posta sull'altare omonimo a sinistra di quello maggiore, l'opera fu pagata poco dalla fondazione MIA, nel 1592 Madonna Assunta con angeli, e del 1615 la decorazione della cupola con il dipinto Incoronazione della Vergine.

## L'arte
In molte sue opere si legge l'influenza del Tintoretto, dei Bassano e del Veronese, specialmente nelle grandi opere in cui il gusto veneto è evidente, come in La Trinità e i Disciplini bianchi in Pietro apostolo di Alzano Lombardo.

In quest'opera si rileva anche un realismo particolare che sconfina in un energico e acuto verismo dei quattro frati che inginocchiati osservano stupiti i simboli della Trinità. Il paesaggio su cui si svolge la scena e in cui si possono riconoscere luoghi di Alzano Lombardo richiama le ambientazioni del Moroni.
Le influenze venete risultano filtrate dalla cultura lombarda e dalla presenza del Moroni.
Il trittico raffigurante la Madonna con i santi Carlo Borromeo e Caterina d'Alessandria che presentano i devoti del 1591, nella chiesa di San Rocco di Bergamo, è espressione di questo sincretismo artistico in cui la luminosità propria del Moroni viene magistralmente esaltata.
Maggiore è l'influenza veneziana nelle sue opere di Santa Maria Maggiore di Bergamo, tra cui spicca la Natività, anche se l'afflato lombardo è sempre presente con richiami ad artisti come Gervasio Gatti o Giambattista Trotti.

## Le opere
Tra le sue opere più significative, a carattere religioso, si segnalano
- San Giovanni evangelista basilica di Santa Maria Maggiore di Bergamo;[9]
- Crocifisso, Maria Vergine e i santi Maria Maddalena, Francessco d'Assini Lorenzo e Antonio abate chiesa di San Giuseppe, Cremona
- Madonna Assunta con angeli, basilica di Santa Maria Maggiore, 1592-1593;
- Giustizia e Carità villa Gozzini Gorlago
- Madonna col Bambino e i santi Arcangelo Michele e Alessandro Chiesa di San Michele e Santissimo Redentore, Dalmine;[10]
- Gloria dei santi Pietro, Paolo e Cristoforo basilica di Sant'Alessandro in Colonna del 1607;
- Incoronazione della Vergine chiesa di San Giovanni Battista Casnigo;
- Madonna col il Bambino in trono tra due sante e quattro orfanelle Bergamo, Istituti educativi (182x115)
- Madonna col Bambino e santi Giovannino, Marco, Carlo Borromeo e Pietro Chiesa di San Giuliano Albino (225x130)
- San Diego d'Alcalà appare ad un frate francescano e a un sacerdote Brigenti chiesa di Santa Maria Assunta in Valvendra a Lovere (280x180)
- Madonna col il Bambino tra i santi Rocco, Sebastiano e quattro devoti chiesa di San Rocco a Bergamo (165x110) e San Rocco e i disciplini verdi (165x110)
- La Trinità completata dai disciplini bianchi Alzano Lombardo Museo di San Martino (159x125) e Adorazione dei Magi (150x125)
- Annunciazione santuario della Beata Vergine della Torre a Sovere (300x190)
- Madonna della cintura con i santi Agostino, Monica, Nicola da Tolentino e devoti Accademia Carrara di Bergamo (267x175)
- Miracolo dei fiori nati dal sangue di sant'Alessandro Basilica di Sant'Alessandro in Colonna di Bergamo (310x245)
- Santi in gloria, nella chiesa di Sant'Alessandro di Bergamo
- Angeli e i Profeti in Santa Maria Maggiore
- Caduta della manna e l'Ultima cena nella chiesa di San Martino a Treviglio
- San Carlo Borromeo tra i santi Rocco e Pantaleone di Nicomedia nel Santuario di San Salvatore e Madonna del Castello di Almenno San Salvatore
- Miracolo dell'acqua che sgorga dall'arca dei santi Fermo, Rustico e Procolo nella chiesa di San Benedetto di Bergamo (340x234)
- Miracolo di san Martino e San Martino in cattedra, nella Basilica di San Martino ad Alzano Lombardo più il San Martino ed il povero, presente nella controfacciata
- Decollazione di sant'Alessandro Banca Popolare di Bergamo sede di Brescia, (94x132)[11]
- Angelo annunciante e Vergine Annunciata nella controfacciata della chiesa di San Bernardino Via Pignolo, a Bergamo
- San Nicola di Bari e San Bernardino di Siena, controfacciata della chiesa di San Bernardino di Bergamo
- Pietà secondo altare della chiesa di San Bernardino a Bergamo via Pignolo
- Madonna del Rosario, altare maggiore chiesa di San Giovanni Battista a Cavernago
- Battesimo di Gesù nelle acque del Giordano, cappella del battistero della chiesa di Sant'Agata di Martinengo,[12]
- Il papa Pio V ridà a Don Giovanni d'Austria il titolo di viceré di Sicilia dopo la battaglia di Lepanto, Cattedrale di Santa Maria Assunta di Bastia (Corsica).
- La Vergine col Bambino nella chiesa di San Nicola a Nembro.[13]

L'opera forse di maggior rilevanza è L'Assunzione posta nella chiesa di Rosciate (1627).
È nella ritrattistica che si sente maggiormente l'influenza del Moroni e dove il suo verismo lo avvicina anche ad artisti come Sofonisba Anguissola.
Nei ritratti dell'Organista e del Gentiluomo l'analisi espressiva dei modelli, non idealizzata, la puntigliosa rappresentazione dei particolari, come quelli dell'elsa della spada del gentiluomo o del suo collare con la Croce di Malta, riportano al Maroni più maturo. Tra i più importanti:
- Ritratto di gentiluomo con lettera
- Ritratto di Ferrante Ambiveri
- Ritratto di Sofonisba Martinoni Ambiveri
- San Rocco e i disciplini verdi per la chiesa di San Rocco di Bergamo
- Ritratto di donna con libro
- Ritratto di Giovan Pietro Maffeis